# هماشهر (سپیدان)
هماشهر شهری از توابع بخش همایجان شهرستان سپیدان در استان فارس است.
این شهر مرکز بخش همایجان می‌باشد.